# Gibitzenhof
Gibitzenhof is een plaats in de Duitse gemeente Neurenberg, deelstaat Beieren, en telt 11.577 inwoners (2003).